# The Son of His Father
The Son of His Father is een Amerikaanse dramafilm uit 1917 onder regie van Victor Schertzinger.

## Verhaal
Gordon is het verwende zoontje van de spoorwegmagnaat James Carbhoy. Hij krijgt 5.000 dollar van zijn vader met de opdracht om er 100.000 dollar van te maken. In Montana maakt hij kennis met Silas Mallinsbee, die snel rijk wil worden met de aanleg van een spoorlijn. Wanneer Gordon verneemt dat de spoorlijn eigendom is van zijn vader, bedenkt hij een listig plan om zelf geld te verdienen.

## Rolverdeling
| Acteur            | Personage        |
| ----------------- | ---------------- |
| Charles Ray       | Gordon Carbhoy   |
| Vola Vale         | Hazel Mallinsbee |
| Robert McKim      | David Slosson    |
| George Nichols    | Silas Mallinsbee |
| Charles K. French | James Carbhoy    |
| J.P. Lockney      | Peter McSwain    |
| Harry Yamamoto    | Hi Plee          |
| Otto Hoffman      | Harker           |